# Ousmane Kanté
Ousmane Kanté (* 21. září 1989) je guinejský profesionální fotbalista, který hraje na pozici obránce za francouzský klub Pau FC. Narodil se ve Francii, ale hraje za guinejský národní tým.

## Mládí
Kanté se narodil v Paříži guinejským rodičům. Má francouzské a guinejské občanství.

## Klubová kariéra
Kanté začal hrát fotbal ve věku 6 let a připojil se k mládežnické akademii US Créteil-Lusitanos. Počátky své kariéry strávil v nižších francouzských soutěžích. Dne 15. června 2018 podepsal svou první profesionální smlouvu s Paris FC poté, co sehrál klíčovou roli při postupu Béziers do Ligue 2 v sezóně 2017/18. Svůj profesionální debut si odbyl 27. července 2018 při remíze 1:1 s Gazélec Ajaccio.

## Reprezentační kariéra
Kanté debutoval za guinejský národní tým při přátelské prohře 1:0 s Komorami 12. října 2019.
V lednu 2022 byl vybrán trenérem Kabou Diawarou k účasti na Africkém poháru národů 2021 v Kamerunu.